# حرف العيعب (الشعر)

تعديل مصدري - تعديل

حرف العيعب محلة تابعة لقرية رديع، التابعة لعزلة العبس بمديرية الشعر إحدى مديريات محافظة إب في الجمهورية اليمنية، بلغ تعداد سكانها 26 حسب تعداد اليمن لعام 2004.